# Arabinoza
Arabinoza – organiczny związek chemiczny, pięciowęglowy monosacharyd (cukier prosty) zaliczany do aldoz (aldopentoza). W przyrodzie występuje najczęściej w postaci enancjomeru L. Wykazuje czynność optyczną (konfiguracja D(–)). D-Arabinoza jest rzadko spotykana w przyrodzie. Występuje jako składnik niektórych glikozydów. Otrzymuje się ją głównie przez degradację D-glukozy.
W przyrodzie wraz z ksylozą (niekiedy również z glukozą, galaktozą i mannozą) tworzy hemicelulozę (jeden ze składników budulcowych ściany komórkowej roślin). Jest również źródłem węgla dla bakterii, które metabolizują go do produktów przejściowych glikolizy.